# Le 7 vite del rock
Le 7 vite del rock (Seven Ages of Rock) è un documentario del 2007 prodotto dalla BBC sulla origini e la storia del rock. Il narratore italiano è Enrico Ruggeri, il narratore originale è Julian Rhind-Tutt. Il documentario è stato presentato nel 2008 alla Roma Fiction Fest da Enrico Ruggeri.

## Trama

### Le origini
Enrico Ruggeri presenta l'invenzione del Rock, nata più o meno con i Rolling Stones, quando "rubarono il blues". Keith Richards, chitarrista della band, racconta come ha composto l'inconfondibile riff di Satisfaction, dicendo che una notte si svegliò, sonnambulo, accese il registratore, suonò la chitarra, e si rimise a dormire. Il giorno dopo, quando notò che il nastro era diverso dal giorno prima, accese il registratore e sentì un minuto di Satisfaction seguito da 40 minuti di Keith che russa. A fare una nuova svolta nel rock sono gli Who creando un genere più hard. Altri artisti nominati in questo capitolo sono gli Yardbirds, Eric Clapton ed i Cream.

### Le avanguardie
Le avanguardie è la seconda puntata. Le "avanguardie" sono i vari generi, tra i quali spicca lo psychedelic, creati dal rock verso la fine degli anni sessanta. I Pink Floyd (con un approfondimento sulla dura vita sociale di Syd Barrett e dei problemi di droga di tutti i membri) sono i protagonisti della puntata insieme ai Roxy Music, i Velvet Underground (con Nico ed Andy Warhol), i Genesis e David Bowie. Gli ultimi minuti parlano dell'opera monumentale dei concerti per il tour di The Wall dei Pink Floyd.

### Il Punk rock
I Sex Pistols con Sid Vicious e Johnny Rotten iniziano il punk britannico come movimento politico e musicale in Inghilterra verso la fine degli anni settanta. I Ramones lo iniziano anni prima in America raccontando con le loro canzoni le disgrazie che accadono nel Queens. In Inghilterra arrivano anche i Clash. in questo capitolo è raccontata la storia approfondita di varie canzoni, cioè Blitzkrieg Bop dei Ramones, Anarchy in the U.K., God Save the Queen, Pretty Vacant dei Sex Pistols e White Riot dei Clash.

### L'Heavy metal
Quando, nel 1968, si formano i Deep Purple, e, pochi anni prima, Tony Iommi si frattura il dito in una fabbrica e riesce a suonare meglio la chitarra elettrica, si può dire che è nato l'Heavy metal. Tony Iommi comincia a suonare con i Black Sabbath, insieme a Ozzy Osbourne alla voce, Geezer Butler al basso, e Bill Ward alla batteria. Dopo qualche anno si è quasi obbligati a licenziare Ozzy Osbourne, che comincia una fiorente carriera solista. L'heavy metal, con i Judas Priest ed i Mötley Crüe diventa più commerciale, ma due band, i Metallica e gli Iron Maiden, con album come Metallica (dei Metallica) e The Number of the Beast (degli Iron Maiden). In questa puntata c'è un approfondimento sul primo album dei Black Sabbath, sulla tecnica di produzione di Bob Rock con i Metallica, sull'abbigliamento dei Judas Priest e le accuse di messaggi subliminali nelle loro canzoni, come i Deep Purple hanno composto Smoke on the Water, come gli Iron Maiden hanno composto Run to the Hills, il rapporto tra i Black Sabbath e la droga ed il testo di Enter Sandman dei Metallica, canzone che chiude i titoli di coda.

### Tutti allo stadio!
Con i Led Zeppelin ed i Queen viene creato un filone di band e solisti che cominciano a suonare negli stadi. I Kiss, con il loro inconfondibile marchio commerciale, ed i Dire Straits, gli U2, Bruce Springsteen ed i Police con Sting. Tra le persone intervistate ci sono Mark Knopfler e Brian May. In questa puntata viene fatto un approfondimento su We Are the Champions e We Will Rock You dei Queen, gli inizi dei Police, lo stile degli U2 nei concerti, in particolare a Zoo Tv, il marchio commerciale dei Kiss, la tecnica di suonare la chitarra inventata da Mark Knopfler, l'accoglimento caloroso dei Queen in Giappone ed il Live Aid.

### Il Grunge
Kurt Cobain, bidello della scuola nella quale ha finito gli studi e soggetto ad una vita triste, fa amicizia con un ragazzo simile a lui, Krist Novoselic; i due fondano una band, i Fecal Matter, che dopo un po' diventeranno i Nirvana. Nel frattempo, Michael Stipe forma i R.E.M.. Le radio dei College sono il modo perfetto per cominciare a suonare, mentre l'hardcore punk dei Black Flag diventa dal genere più di moda a quello più eclissato. In questa puntata ci sono approfondimenti su Smells Like Teen Spirit dei Nirvana e sulla morte di Kurt Cobain.

### L'Indie rock
Il Rock indipendente è protagonista dell'ultima puntata. Gli Oasis, con i loro lunghi concerti, gli Smiths, i Blur, i Suede e i Franz Ferdinand sono protagonisti di questo capitolo, che è il primo che rappresenta il rock come genere di minore successo rispetto alla musica disco anni novanta (i cui suonatori avevano spesso problemi di droga, in particolare ecstasy).

## Episodi
|   | Titolo             | Titolo originale              | Genere           | Artisti principali                                             | In onda sulla BBC il                           |
| 1 |                    | The Birth of Rock             | Blues-rock       | Jimi Hendrix                                                   | 19 maggio 2007                                 |
|   | Le origini         | My Generation                 | Rock             | The Rolling Stones Bob Dylan The Who Cream                     | 17 dicembre 2007 (In onda solo su VH1 Classic) |
| 2 | Le avanguardie     | White Light, White Heat       | Art rock         | Pink Floyd The Velvet Underground David Bowie                  | 26 maggio 2007                                 |
| 3 | Il Punk Rock       | Blank Generation              | Punk rock        | Ramones Sex Pistols The Clash Patti Smith                      | 2 giugno 2007                                  |
| 4 | L'Heavy Metal      | Never Say Die                 | Heavy metal      | Black Sabbath Ozzy Osbourne Iron Maiden Judas Priest Metallica | 9 giugno 2007                                  |
| 5 | Tutti allo stadio! | We Are the Champions          | Arena rock       | Led Zeppelin Queen The Police Bruce Springsteen U2             | 16 giugno 2007                                 |
| 6 | Il Grunge          | Left of the Dial              | Alternative rock | Nirvana R.E.M.                                                 | 23 giugno 2007                                 |
| 7 | L'Indie Rock       | What the World Is Waiting For | Indie rock       | The Smiths The Stone Roses Oasis Blur                          | 30 giugno 2007                                 |

## Distribuzione
Venne trasmesso in Italia su History Channel durante l'estate 2009 tutti i venerdì in 7 puntate a partire da venerdì 24 luglio, finendo con venerdì 4 settembre.

## Sigla
La canzone della sigla è New Rose dei The Damned del 1976.